# Guáscuaro de Múgica
Guáscuaro de Múgica är en ort i Mexiko.   Den ligger i kommunen Tingüindín och delstaten Michoacán de Ocampo, i den centrala delen av landet, 400 km väster om huvudstaden Mexico City. Guáscuaro de Múgica ligger 1 716 meter över havet och antalet invånare är 902.
Terrängen runt Guáscuaro de Múgica är huvudsakligen kuperad, men österut är den bergig. Runt Guáscuaro de Múgica är det ganska tätbefolkat, med 54 invånare per kvadratkilometer. Närmaste större samhälle är Tingüindín, 7,6 km sydost om Guáscuaro de Múgica. I omgivningarna runt Guáscuaro de Múgica växer huvudsakligen savannskog.